# Propalticus scriptitatus
Propalticus scriptitatus is een keversoort uit de familie Propalticidae. De wetenschappelijke naam van de soort is voor het eerst geldig gepubliceerd in 1960 door John.